# Helicopsyche arenaria
Helicopsyche arenaria är en nattsländeart som beskrevs av Ross 1975. Helicopsyche arenaria ingår i släktet Helicopsyche och familjen Helicopsychidae. Inga underarter finns listade i Catalogue of Life.